# Piotr Starzyński (opozycjonista)
Piotr Starzyński (ur. 27 listopada 1950, zm. 26 czerwca 1993 w Nowym Jorku) – działacz opozycji demokratycznej w okresie PRL.

## Życiorys
Współpracował ze Studenckim Komitetem Solidarności we Wrocławiu i Komitetem Obrony Robotników. Był organizatorem, drukarzem i redaktorem Biuletynu Dolnośląskiego. W stanie wojennym został internowany w okresie od 13 grudnia 1981 do 29 maja 1982. Należał także do współtwórców Ruchu Nowej Kultury. Według jednej z wersji uchodzi za pomysłodawcę nazwy Pomarańczowa Alternatywa.
8 grudnia 2007 został pośmiertnie odznaczony Krzyżem Oficerskim Orderu Odrodzenia Polski.